# Gârla Anei
Gârla Anei – wieś w Rumunii, w okręgu Bacău, w gminie Ungureni. W 2011 roku liczyła 177 mieszkańców.